# Znojemský úděl
Znojemský úděl, zkráceně Znojemsko, je označení historického území na jižní Moravě, kde v 11.–12. století vládla knížata z jedné z větví rodu Přemyslovců.
Na konci svého života určil kníže Břetislav I., že nejstarší z jeho potomků bude vládnout z Prahy celé zemi (tzv. seniorát) a mladší synové dostanou území na Moravě. Břetislavův nástupce Spytihněv II. se toto rozdělení pokusil zrušit, ale jednotliví Přemyslovci založili vlastní větve dynastie. Po definitivním rozdělení Moravy roku 1061 Vratislavem II. se vytvořily tři celky – brněnský úděl, znojemský úděl a olomoucký úděl, kde měli dědičně vládnout potomci bratrů Vratislava II. (Konráda I. Brněnského a Oty Olomouckého).
Znojemsko zaujímalo prostor u hranic s Rakouskem a spolu s Brněnskem plnilo úlohu ochrany státu před napadením z jihu (Olomoucko chránilo české země z východu). Zřejmě po smrti Konráda Brněnského v roce 1092 došlo k rozdělení jeho údělu. Konrádův starší syn Oldřich získal Brněnsko, mladší Litold Znojemsko.
Čeští panovníci do poměrů v údělech často zasahovali, zbavovali jejich vládce moci a dosazovali své chráněnce nebo vládli přímo oni sami z titulu českého knížete. Přesto se i mnozí moravští Přemyslovci prosadili.
Ze znojemských Přemyslovců byl nejvýznamnější poslední z nich, moravský markrabě a poté český kníže Konrád II. (III.) Ota. Znojemská větev rodu vymřela právě Konrádem Otou v roce 1191, jelikož jeho manželství s Hellichou z Wittelsbachu zůstalo bezdětné.

## Údělná knížata znojemská
| # | jméno                | vláda                 | poznámky                                                                |
| - | -------------------- | --------------------- | ----------------------------------------------------------------------- |
| 1 | Litold Znojemský     | 1092–1099, 1101–1112  | Syn Konráda I. Brněnského, rozdělení údělu mezi Konrádovy syny.         |
| 2 | Bořivoj              | 1099–1100             | Bratr Břetislava II., ten ho pověřil správou Moravy. Budoucí kníže.     |
| 3 | Oldřich Brněnský     | 1112–1113             | Litoldův bratr, po jehož smrti úděl zdědil, ale přežil ho jen o rok.    |
| 4 | Soběslav I.          | 1115–1123             | Syn krále Vratislava II., bratr Vladislava I., pozdější kníže.          |
| 5 | Konrád II. Znojemský | 1123–1128, 1134–1161? | Syn Litolda Znojemského, v letech 1128–1134 vězněn knížetem Soběslavem. |
| 6 | Konrád III. Ota      | 1161?–1182            | Syn Konráda II., od roku 1182 markrabě.                                 |